# شهرستان شهریار
شهرستان شهریار از شهرستان‌های استان تهران است که مرکز آن، شهر شهریار می‌باشد. این شهرستان با جمعیتی بالغ بر ۷۴۴٬۲۱۰ نفر دوازدهمین شهرستان پرجمعیت ایران محسوب می‌شود.
این شهرستان به نگین سرسبز غرب تهران مشهور است که در آن انواع میوه‌ها کشت می‌شود.

## تاریخ
در کتاب جغرافیای تاریخی سرزمین‌های خلافت شرقی و لغت‌نامه دهخدا و فرهنگ معین از شهریار چنین یاد شده است:

عمارت بکه در شهرستان شهریار در زمان محمدرضا شاه پهلوی

شهریار. [ش َ] (اِخ) بخشی از شهر تهران که ۱۷۰۰۰ تن سکنه دارد و مرکز آن علیشاه عوض و دیه‌های آن «کرشته» و «رباط‌کریم» و «آدران» است. (از فرهنگ فارسی معین). در کتاب‌های جغرافیایی قدیم این نام را به یکی از ولایات مشهور نزدیک ری داده‌اند، و حمدالله مستوفی از قلعه‌ای به همین نام که در شمال شهر بوده است یاد می‌کند و بعداً شرف الدین علی یزدی در شرح جنگ‌های تیمور اسم شهریار را به ری داده است. (از ترجمهٔ سرزمین‌های خلافت شرقی ص ۲۳۴).
در سفرنامه «الفراریه» میرزا حسن خان در سال ۱۸۸۴، از شهریار با نام روستای علی‌شهباز یا علی‌شهواز یا شاه‌علی‌عوض نام برده شده است. حدود یک قرن قبل‌تر نیز، J.M. Tancoigne فرانسوی توصیفی از علیشاه‌عوض یا همان شهریار امروزی داده است: «علی‌شاه‌عوض قصبه‌ای بسیار مهم و برج و بارودار است. وجود باغ‌های زیبا تاکستان‌ها و درخت‌های فراوان، از این آبادی در حوالی پایتخت، محل خوش منظره‌ای ساخته است. اما خانه‌های آن عموماً فاقد وسایل اولیه هستند.»

## تقسیمات کشوری
شهرستان شهریار اکنون متشکل از دو بخش، ۷ شهر، ۶ دهستان، و حدود ۵۰ روستا و شهرک مسکونی است.
- شهرها؛

شهریار - اندیشه - باغستان - صباشهر - فردوسیه - وحیدیه - شاهدشهر - امیریه
- دهستان‌ها:

1. دهستان جوقین: بکه (شهریار) - اصیل‌آباد - ترپاق تپه - رنگرز (شهریار) - حصارساتی - سقرچین (شهریار) - قجر تخت‌رستم - قجرآباد - فرارت - قشلاق مهرچین - قلعه نو (شهریار) - کردامیر - یبارک - مهرآذین
2. دهستان رزکان: رزکان - اسکمان - الورد - دهشاد بالا * قلعه دهشاد - دهشاد پایین - دینارآباد (شهریار) - رضی‌آباد بالا - رضی‌آباد پایین - قره تپه (شهریار) - محمدآباد (شهریار) - اسدآباد (شهریار)
3. دهستان فردوس: حصارزیرک - رازمره - رامین (شهریار) - وسطر - یوسف‌آباد صیرفی - ابراهیم‌آباد (شهریار) - کردزار - نصرت‌آباد (شهریار)
4. دهستان قائم‌آباد: محمودآباد خلج‌آباد - شهرک مصطفی خمینی (شهریار) - ویره (شهریار)
5. دهستان سعیدآباد: سعیدآباد (شهریار) - مهدیه (شهریار) - ورامینک
6. دهستان مویز: باباسلمان - بادامک - قلعه بها
7. شهرک‌ها:وایین - شهرک جعفریه - شهرک صدف - شهرک شاهد - شهرک رفاه (اندیشه) - - کهنز - شهرک مریم (اندیشه)

## مکان‌های گردشگری

### قره تپه شهریار
یک مکان تاریخی است که در روستای قره تپه قرار گرفته، این روستا در جنوب شرقی شهریار قرار دارد. قدمت این منطقه طبق گفته باستان شناسان به هزاره چهارم و پنجم قبل از میلاد مسیح بازمی‌گردد.

#### قلعه دهشاد شهریار
این مکان تاریخی که تنها قلعه روستایی ایران هم شمرده می‌شود وسعتی نزدیک به ۱۳۸۰۰ متر مربع دارد و در چهار گوشه آن ۴ برج دیده می‌شود.
به صورت دقیق مشخص نشده است که این قلعه زیبا به لحاظ تاریخی برای چه زمانی است اما کارشناسان احتمال می‌دهند که این بنا متعلق به دوران قاجار است.

#### پل آبرسان ورامینک
یکی از پل‌های تاریخی شهریار است که ابعاد تقریبی آن ۲۶ متر طول، ۲ متر عرض و ۶ متر ارتفاع دارد.
این پل هم ظاهراً به دوران قاجار بازمی‌گردد.
این پل هم در زمان پرآبی رود کرج ساخته شده اما به دلیل مشکلات کم‌آبی اخیر به‌طور کامل این پل خشک شده است.

#### تخت کیکاووس
این مکان در ۱۸ کیلومتری شهریا در روستای بیدگنه قرار دارد. پیشینه تخت کیکاووس به دوران ساسانیان بازمی‌گردد. این مجموعه از سه قطعه ذوزنقه ای در دامنه تپه‌هایی با ارتفاع ۱۰۰ متری بنا شده است.

#### تپه بالکین
طبق کاووش‌های انجام گرفته در این مکان سفالینه‌ها و اشیاء با ارزشی از این تپه به دست آمده است که قدمت آن‌ها به عصر آهن بازمی‌گردد.
جالب است بدانید این تپه در ارتفاع ۱۱۶۶ متری از سطح دریا قرار گرفته و این تپه در جنوب روستای مهر چین قرار دارد و نزدیک به ۴۰۰ متر هم با این روستا فاصله دارد.

#### تخت رستم
آتشکده ایی قدیمی معاصر با زمان ساسانیان که در جاده بیدگنه به پرندک (جادی فلق، جاده پیوند) در نزدیکی دو روستای قجرتخت رستم و حصارساتی قرار گرفته است.

#### تپه جوقین
قلعه نظامی باستانی معاصر با دوران یزدگرد سوم ساسانی که در طول تاریخ به علت تغییرات آب و هوایی به شکل یک تپه درآمده است. این مکان روبه روی شهرداری وحیدیه و امامزاده شاهزاده قاسم در بخش جوقین قرار دارد.

#### کوچه باغ
کوچه باغ‌های بسیار زیبا و دل فریب در محله‌های قجرآباد، یبارک، بکه، ابراهیم‌آباد، کردزارو…

## موقعیت جغرافیایی
جلگهٔ شهریار بین ۵۰ درجه و ۵۶ دقیقه تا ۵۱ درجه و ۵۳ دقیقهٔ طول شرقی و ۳۵ درجه و ۳۳ دقیقه تا ۳۵ درجه و ۴۰ دقیقهٔ عرض شمالی واقع شده است. این جلگه، از شمال به جلگهٔ ساوجبلاغ محدود است و از جنوب شرقی و مشرق به ترتیب به بخش‌های «پشاپویه» و «غار» مربوط می‌شود. مغرب، جنوب‌غربی و جنوب آن را رشته‌کوه کم‌ارتفاع و باریک «تخت رستم» با ارتفاع ۱۴۵۰ متر، از منطقهٔ کویری شهرستان ساوه جدا می‌کند.

## شهریار وضعیت فرهنگی و تاریخی شهرستان شهریار
زبان‌های رایج و نوع گویش در شهرستان شهریار:
زبان مردم شهرستان شهریار فارسی می‌باشد که بیشتر مردم ساکن با آن تکلم می‌نمایند، علاوه برزبان فارسی، زبان‌های ترکی، گیلکی، کردی و لری به لحاظ مهاجرپذیری به ترتیب اهمیت در شهرستان رایج هستند.
برخی از محققان معتقد هستند به دلیل وجود بعضی از مکانهای قدیمی با نام‌های ترکی مانندمکان باستانی قره تپه، اصالت و فرهنگ این شهرستان ترکی است [نیازمند منبع][خاستگاه ترکان آسیای میانه است].

## جمعیت
جمعیت شهرستان شهریار تا پایان سال ۱۳۸۸ حدود ۱/۳۰۰/۰۰۰ نفر شامل سه بخش ملارد، قدس و مرکزی بود. سپس و بر اساس مصوبه هیئت وزیران بخش‌های ملارد و قدس از ابتدای سال ۱۳۸۹ از شهرستان شهریار جدا شدند. در حال حاضر شهرستان شهریار با توجه به سرشماری سال ۱۳۹۵ جمعیتی بالغ بر ۷۴۴٬۲۱۰ نفر شامل ۷ شهر، ۶ دهستان و ۳۹ روستا می‌باشد.
شهرستان شهریار به عنوان یکی از سرریزهای جمعیتی شهر تهران عمل می‌کند و با معضل مهاجرت بی‌رویه و رشد بالای جمعیت روبروست. رشد ۸ درصدی جمعیت این شهرستان به عنوان یک معضل اجتماعی مطرح است. طی سال‌های ۷۵–۱۳۶۵ خورشیدی حدود ۳۰۰ هزار نفر مهاجر به شهرستان شهریار وارد شده‌اند. به همین دلیل مشاغل بومی این شهرستان گسترده و به عبارت دیگر مشاغل مهاجرتی هستند، اصلی‌ترین شغل و قدیمی‌ترین شغل مردم این شهرستان باغداری و در کنار آن کشاورزی است، باغ‌های سرسبز شهریار به دلیل خاک حاصلخیز این شهرستان از گذشته زبانزد مردم منطقه غرب استان تهران بوده است. این شهرستان با سرازیر شدن مهاجرین از سراسر ایران به یک شهرستان بسیار تأثیرگذار در امور اجتماعی و سیاسی مخصوصاً در استان تهران تبدیل شده است. پرورش دام و مرغداری، به‌خصوص در مناطقی همچون باغستان از سایر مشاغل این شهرستان است.
| ردیف | نام شهر | جمعیت  | سال  |
| ---- | ------- | ------ | ---- |
| ۱    | شهریار  | ۳۰۹۶۰۷ | ۱۳۹۵ |
| ۲    | اندیشه  | ۱۱۶۰۶۲ | ۱۳۹۵ |
| ۳    | باغستان | ۸۳۹۳۴  | ۱۳۹۵ |
| ۴    | امیریه  | ۵۵۰۰۰  | ۱۳۹۵ |
| ۵    | صباشهر  | ۵۳۹۷۱  | ۱۳۹۵ |
| ۶    | فردوسیه | ۳۴۹۰۸  | ۱۳۹۵ |
| ۷    | وحیدیه  | ۳۳۲۴۹  | ۱۳۹۵ |
| ۸    | شاهدشهر | ۲۵۵۴۴  | ۱۳۹۵ |

## بهداشت و درمان
شبکه بهداشت ودرمان شهرستان شهریار به عنوان زیر مجموعه دانشگاه علوم پزشکی و خدمات بهداشتی درمانی ایران با هدف تأمین بهداشت و درمان شهروندان از طریق تعمیم و گسترش خدمات بهداشتی، درمانی و آموزشی در این شهرستان فعالیت می‌نماید.
ارتقا سطح سلامت شهروندان با اجرای برنامه‌های بهداشتی خصوصاً در زمینه بهداشت محیط، مبارزه با بیماری‌ها، تغذیه، سلامت باروری و جمعیت، سلامت دهان و دندان، آموزش بهداشت عمومی، بهداشت کار، بهداشت مدارس و شاغلین با تأکید بر اولویت مراقبت‌های بهداشتی اولیه به ویژه بهداشت مادران و کودکان با همکاری و هماهنگی دستگاه‌های ذیربط تأمین می‌گردد.

### بیمارستان‌ها

#### بیمارستان امام سجاد (ع)
بیمارستان تأمین اجتماعی
بیمارستان فوق تخصصی نور شهریار
بیمارستان جانبازان اعصاب و روان میلاد (دارای بخش‌های جنرال و تخصصی برای عموم)
بیمارستان امام خمینی (شهریار): این بیمارستان پس از ۳۴ سال انتظار در سال ۱۴۰۲ افتتاح شد.

### مراکز تصویربرداری پزشکی
- مرکز تصویربرداری پزشکی کوثر
- مرکز تصویربرداری پزشکی بیمارستان نور

مرکز تصویر برداری و پزشکی هسته ای جام جم

### آزمایشگاه‌ها
- آزمایشگاه مرکزی